# Günther Steiner
Günther Steiner, född 7 april 1965 i Merano, är en italiensk-amerikansk ingenjör som var senast stallchef för Formel 1-stallet Haas F1 Team.
Han började sin motorsportkarriär med att arbeta inom Rally-VM mellan 1986 och 2001, hans första anställning var som mekaniker hos Mazda Rally Team Europe. Han avancerade sedan till ingenjörschef för det framgångsrika rally-stallet Ford World Rally Team med förarna Colin McRae och Carlos Sainz innan han 2001 blev handplockad av Formel 1-föraren Niki Lauda som VD för Jaguar Racing, vid denna tid ägd av Steiners arbetsgivare Ford.
Efter att Jaguar hade en miserabel säsong 2002, valde deras moderbolag Ford Motor Company att sparka Lauda, samt förarna Eddie Irvine och Pedro de la Rosa. Steiner erbjöds en annan roll inom stallet men tackade nej. Han tvingades då ta ett sabbatsår av Jaguar under 2003.
2004 började han arbeta för biltillverkaren Opel som CTO för deras avdelning som arbetade med att prestationsförbättra sina motorsportbilar.
I november 2004 köpte energidryckstillverkaren Red Bull GmbH Jaguars F1-stall från Ford och ändrade namn till Red Bull Racing. Red Bull erbjöd följaktigen Steiner en anställning som CTO, ett erbjudande som han sa ja till efter att Opel meddelade att man skulle avveckla sitt racingstall i DTM.
Han var kvar i Red Bull Racing till 2006 när han blev uppmanad av Red Bulls ägare Dietrich Mateschitz att starta upp och leda Red Bulls påtänkta Nascar-stall Team Red Bull med bas i Mooresville i North Carolina.
Han var där fram till 2008 när han helt avslutade sitt samarbete med Red Bull och grundade ett tillverkningsföretag som designar och tillverkar komposit till motorsportbilar.
Under sin tid som VD för företaget stötte han på affärsmannen Gene Haas och en av Stewart-Haas Racings toppchefer Joe Custer och pitchade att de borde ansluta sig till Formel 1. Haas tyckte idén var intressant och valde starta Haas F1 Team 2014 och utsåg Steiner till stallchef.
I januari 2024 meddelade Haas att Steiners kontrakt inte skulle förlängas. Han ersattes av Ayao Komatsu.
Efter att han lämnat Haas arbetar han som kommentator på tyska TV-kanalen RTL.